# 卡斯泰尔迈朗
卡斯泰尔迈朗（法語：Castelmayran，法語發音：[kastɛlmɛʁɑ̃]）是法国奥克西塔尼大区塔恩-加龙省的一个市镇，属于卡斯泰尔萨拉桑区。

## 地理
卡斯泰尔迈朗（44°1'43"N, 1°2'20"E）面积15.96 平方千米，位于法国奧克西塔尼大區塔恩-加龙省，该省份为法国西南部内陆省份，北起顺时针与洛特省、阿韦龙省、塔恩省、上加龙省、热尔省和洛特-加龙省接壤。
与卡斯泰尔迈朗接壤的市镇（或旧市镇、城区）包括：昂日维尔、卡斯泰尔费吕斯、卡斯泰尔萨拉桑、科蒙、加尔冈维拉、圣艾尼昂、圣尼古拉-德拉格拉沃。

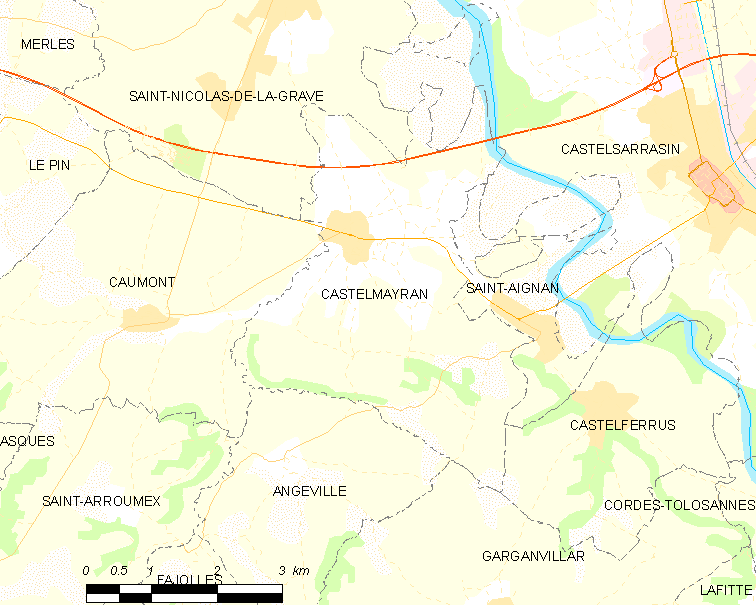
卡斯泰尔迈朗的OSM定位图

卡斯泰尔迈朗的时区为UTC+01:00、UTC+02:00（夏令时）。

## 行政
卡斯泰尔迈朗的邮政编码为82210，INSEE市镇编码为82031。

## 政治
卡斯泰尔迈朗所属的省级选区为加龙-洛马涅-布吕尤瓦县。

## 人口

1962-2008年间卡斯泰尔迈朗人口变化图示

卡斯泰尔迈朗于2022年1月1日时的人口数量为1191人。